# Bornay
Bornay é uma comuna francesa na região administrativa de Borgonha-Franco-Condado, no departamento de Jura. Estende-se por uma área de 6,76 km². Em 2010 a comuna tinha 185 habitantes (densidade: 27,4 hab./km²).